# Callichroma strigosum
Callichroma strigosum är en skalbaggsart som beskrevs av Hintz 1919. Callichroma strigosum ingår i släktet Callichroma och familjen långhorningar. Inga underarter finns listade.